# BEST II -FLIGHT RECORDER IV-
『BEST II -FLIGHT RECORDER IV-』（ベスト・ツー・フライト・レコーダー・フォー）は、日本のロックバンドLINDBERGの4枚目のベストアルバム。
1999年3月25日発売。発売元はテイチクのインペリアルレコードレーベル。

## 解説
結成10周年を記念にリリースされたベスト盤であり、『BEST -FLIGHT RECORDER III-』の続編および『FLIGHT RECORDER 1989-1992 -little wing-』、『SINGLES -FLIGHT RECORDER II-』、『BEST -FLIGHT RECORDER III-』に続くFLIGHT RECORDERシリーズ第4弾。『BEST -FLIGHT RECORDER III-』に収録されなかった楽曲から、ファンクラブ会員の投票に基づいて選曲された。「JUMP」から「HAPPY BIRTHDAY」までの楽曲および「さよなら Beautiful Days」は、1992年にリリースしたベスト『FLIGHT RECORDER 1989-1992 -little wing-』のバージョンで収録されている。
ジャケットは青色で、前作『BEST -FLIGHT RECORDER III-』のジャケットが赤色だが、これはビートルズの赤盤『ザ・ビートルズ1962年〜1966年』・青盤『ザ・ビートルズ1967年〜1970年』をイメージしたもので、イラストはデビルロボッツのキタイシンイチロウが手がけている。
2009年に『BEST -FLIGHT RECORDER III-』とセットになった『BEST FLIGHT』がリリースされているが、メンバー公認の作品ではない。

## 収録曲
1. JUMP
  - 作詞: 西脇淳子　作曲: 佐藤宣彦

3rdシングル。ベスト『FLIGHT RECORDER 1989-1992 -little wing-』のバージョン。
2. 10セントの小宇宙（ゆめ）
  - 作詞: 西脇淳子　作曲: 平川達也

2ndアルバム『LINDBERG II』収録曲。ベスト『FLIGHT RECORDER 1989-1992 -little wing-』のバージョン。
3. SILVER MOON
  - 作詞: 渡瀬マキ　作曲: 平川達也

3rdアルバム『LINDBERG III』収録曲。ベスト『FLIGHT RECORDER 1989-1992 -little wing-』のバージョン。
4. HAPPY BIRTHDAY
  - 作詞: 渡瀬マキ　作曲: 小柳昌法

8thシングルC/Wの再録。ベスト『FLIGHT RECORDER 1989-1992 -little wing-』のバージョン。
5. I MISS YOU
  - 作詞: 渡瀬マキ　作曲: 平川達也

9thシングル。
6. 赤い自転車
  - 作詞: 渡瀬マキ　作曲: 平川達也

5thアルバム『LINDBERG V』収録曲。
7. さよなら Beautiful Days
  - 作詞: 渡瀬マキ　作曲: 小柳昌法

11thシングル。ベスト『FLIGHT RECORDER 1989-1992 -little wing-』のバージョン。
8. 君に吹く風
  - 作詞: 渡瀬マキ　作曲: 平川達也

15thシングル。
9. 想い出のWater Moon
  - 作詞: 渡瀬マキ　作曲: 小柳昌法

15thシングル。
10. 夢であえたら -Do you love me?-
  - 作詞: 渡瀬マキ　作曲: 平川達也

18thシングル。
11. 清く正しく行こう
  - 作詞: 渡瀬マキ　作曲: 川添智久

20thシングル。
12. さよならをあげる
  - 作詞: 渡瀬マキ　作曲: 川添智久

21stシングル。
13. Green eyed Monster
  - 作詞: 渡瀬マキ　作曲: 小柳昌法

26thシングル。
14. かなしそうな顔
  - 作詞: 渡瀬マキ　作曲: 小柳昌法

26thシングルC/W。
15. YAH! YAH! YAH!
  - 作詞: 渡瀬マキ　作曲: 平川達也　

27thシングル。
16. 星に願いを（'98 LIVE VERSION）
  - 作詞: 渡瀬マキ　作曲: 小柳昌法　

11thアルバム『LINDBERG XI』収録曲。1998年のライブ音源。